# ФК Легия (Варшава)
КП „Легия“ (на полски: Klub Piłkarski Legia Warszawa SA, Клуб Пилкарски Легия Варшава) е полски футболен отбор, базиран във Варшава, Полша. Клубът е основан през март 1916 г. по време на Първата световна война. Легия е рекордьор по участия в полската Екстракласа.

## История
През март 1916 г., по време на Първата световна война, в щаба на командването на Полските легиони е създаден футболен отбор, наречен „Отбор на легионите“ (на полски: Drużyna Legjonowa). През есента на 1916 г. щаба, а заедно с тях и отбора се предислоцират във Варшава. През 1917 г. отборът на фронтоваците играе своите първи мачове с местните отбори, тогава отборът е наричан само „Легия“. През 1918 г. щабът на полските легиони се отправя на изток и отборът е закрит.
На 14 март 1920 г. клубът се възражда във Варшава под ново име – на полски: Wojskowy Klub Sportowy (WKS) Warszawa „Военен Спортен Клуб“ (ВСК) Варшава. През 1922 г. в резултат от обединението с отбора Корона (Варшава) (на полски: Korona Warszawa) в названието се връща името „Легия“ (на полски: WKS Legia Warszawa). От 1930 г. домашен стадион на отбора става Стадион на полската войска. С началото на втората световна война отборът отново е закрит.
Отборът е възстановен отново през април 1945 г., под името I. WKS Warszawa. Два месеца по-късно е възстановено оригиналното му име.
През октомври 1949 г. след решение на полските власти много от водещите отбори са ликвидирани, включително и Легия. В резултат на реформата е създаден „Централен военен спортен клуб“ (на полски: Centralny Wojskowy Klub Sportowy), към полската войска. На базата на отбора на „Легия“ е създаден и футболният отбор ЦВКС Варшава (на полски: CWKS Warszawa). През 1955 и 1956 г. ЦВКС става най-силният отбор на Полша, печелейки в първенството и купата на отбора и дебютирайки в евро турнирите.
На 2 юли 1957 г. в названието на отбора се възвръща името „Легия“ – на полски: CWKS Legia Warszawa.
В периода 1997 – 2001 г. към името на отбора се добавя и името на спонсора, Daewoo, а от 2003 г. „Легия“ окончателно се отказва от армейското си минало, променяйки името на Футболен клуб Легия (Варшава) (на полски: Klub Piłkarski Legia Warszawa).
Отборът е акционерно дружество, от 2004 г. контролният пакет акции се държи от полската телекомуникационна компания ITI Holdings.

## Успехи

### Национални
- Шампион на Полша
  -  Шампион (15): 1955, 1956, 1968/69, 1969/70, 1993/94, 1994/95, 2001/02, 2005/06, 2012/13, 2013/14, 2015/16, 2016/17, 2017/18, 2019/20, 2020/21
  -  Второ място (14): 1960, 1967/68, 1970/71, 1984/85, 1985/86, 1992/93, 1995/96, 1996/97, 2003/04, 2007/08, 2008/09, 2014/15, 2018/19, 2022/23
  -  Трето място (15): 1928, 1930, 1931, 1951, 1961, 1971/72, 1979/80, 1987/88, 1998/99, 2000/01, 2004/05, 2006/07, 2010/11, 2011/12, 2023/24
- Купа на Полша
  -  Носител (21): 1954/55, 1955/56, 1963/64, 1965/66, 1972/73, 1979/80, 1980/81, 1988/89, 1989/90, 1993/94, 1994/95, 1996/97, 2007/08, 2010/11, 2011/12, 2012/13, 2014/15, 2015/16, 2017/18, 2022/23, 2024/25
  -  Финалист (6): 1951/52, 1968/69, 1971/72, 1987/88, 1990/91, 2003/04
- Суперкупа на Полша
  -  Носител (4): 1989, 1994, 1997, 2008
  -  Финалист (11): 1990, 1995, 2006, 2012, 2014, 2015, 2016, 2017, 2018, 2020, 2021
- Купа на Лигата
  -  Носител (1): 2002
  -  Финалист (2): 2000, 2008

### Европейски
- Шампионска лига (КЕШ):
  - 1/2-финалист (1): 1970
  - 1/4-финалист (2): 1971, 1996
  - Групова фаза (1): 2016
- Купа на носителите на купи (КНК):
  - 1/2-финалист (1): 1991
  - 1/4-финалист (2): 1965, 1982
- Лига Европа:
  - Групова фаза (2): 2014, 2016
  - 1/16-финалист (3): 2012, 2015, 2017
- Лига на конференциите
  -  1/4 финалист (1): 2024/25
- Интертото:
  -  Носител (1): 1968

## Участия в ЕКТ
Последна актуализация:
17 май 2018
| Състезание                 | Играни | Победи | Равенства | Загуби | ВГ  | ДГ  | ГР  |
| -------------------------- | ------ | ------ | --------- | ------ | --- | --- | --- |
| Шампионска лига/КЕШ        | 64     | 29     | 14        | 21     | 91  | 82  | +9  |
| Купа на носителите на купи | 37     | 14     | 12        | 11     | 53  | 39  | +14 |
| Лига Европа/Купа на УЕФА   | 109    | 48     | 23        | 38     | 165 | 124 | +41 |
| Купа на панаирните градове | 6      | 3      | 1         | 2      | 13  | 6   | +7  |
| ОБЩО                       | 216    | 94     | 50        | 72     | 322 | 251 | +71 |

ВГ = Вкарани голове, ДГ = Допуснати голове, ГР = Голова разлика

## Статистика
- Най-голяма победа – 12:0 над Висла (Краков) (1956)
- Най-голяма загуба – 11:2 от Погон (Лвов) (1927)
- Сезони в първа лига – 81
- Най-много мачове за отбора – Люцян Брихчи (452)
- Най-много голове за отбора – Люцян Брихчи (227)

## Известни играчи
- Артур Боруц
- Марчин Буркхард
- Казимеж Дейна
- Лукаш Фабянски
- Рожер Герейро
- Яцек Гмох
- Войцех Ковалевски
- Павел Янас
- Сергей Омелянчук
- Мирослав Радович
- Войчех Шченсни
- Михал Жевлаков

## Български футболисти
- Радостин Станев: 2002/03 (23 мача - 0 гола)
- Михаил Александров: 2016/17 (18 мача - 1 гол)
- Мартин Минчев: 2025...

## Запазени номера
- 10  Казимеж Дейна

## Известни треньори
- Люцян Брихчи
- Казимеж Гурски
- Йежи Енгел
- Януш Вуйцик
- Хенинг Бери (2013 – 2015)
- Станислав Черчесов (2015 – 16)

## Срещи с български отбори

### „Славия“ (София)
На 17 септември 1980 година „белите“ сломяват носителя на купата на Полша с 3:1 в двубой от турнира за КНК. Сред героите за българския тим тогава е Илия Величков, който се отчита с два гола за победата. Другият е дело на Чавдар Цветков.
На реванша в полската столица две седмици по-късно Легия надделява с 0:1, но Славия продължава с общ резултат 3:2. Така е поставено начало на похода на Славия в КНК, спрян на четвъртфиналите от холандския гранд Фейенорд.

### „Левски“ (София)
През 2007 година „Легия“ побеждава „Левски“ в контрола, провела се в Ларнака, Кипър. Точен за „легионерите“ e Давид Янчик, който се разписва в 24-тата и 69-ата минута.
„Левски“ и „Легия“ се засичат отново в контрола през 2010 година, като срещата завършва при резултат 2 – 0 за поляците след голове от дузпи на Мачей Ивански в 79-ата и 82-рата минута.

### „Лудогорец“ (Разград)
С „Лудогорец“ се е срещал един път в приятелски мач на 14 февруари 2013 г. в испанския курортен град Марбеля, като срещата завършва 1 – 0 за „Легия“.